# Charles Taylor (Philosoph)

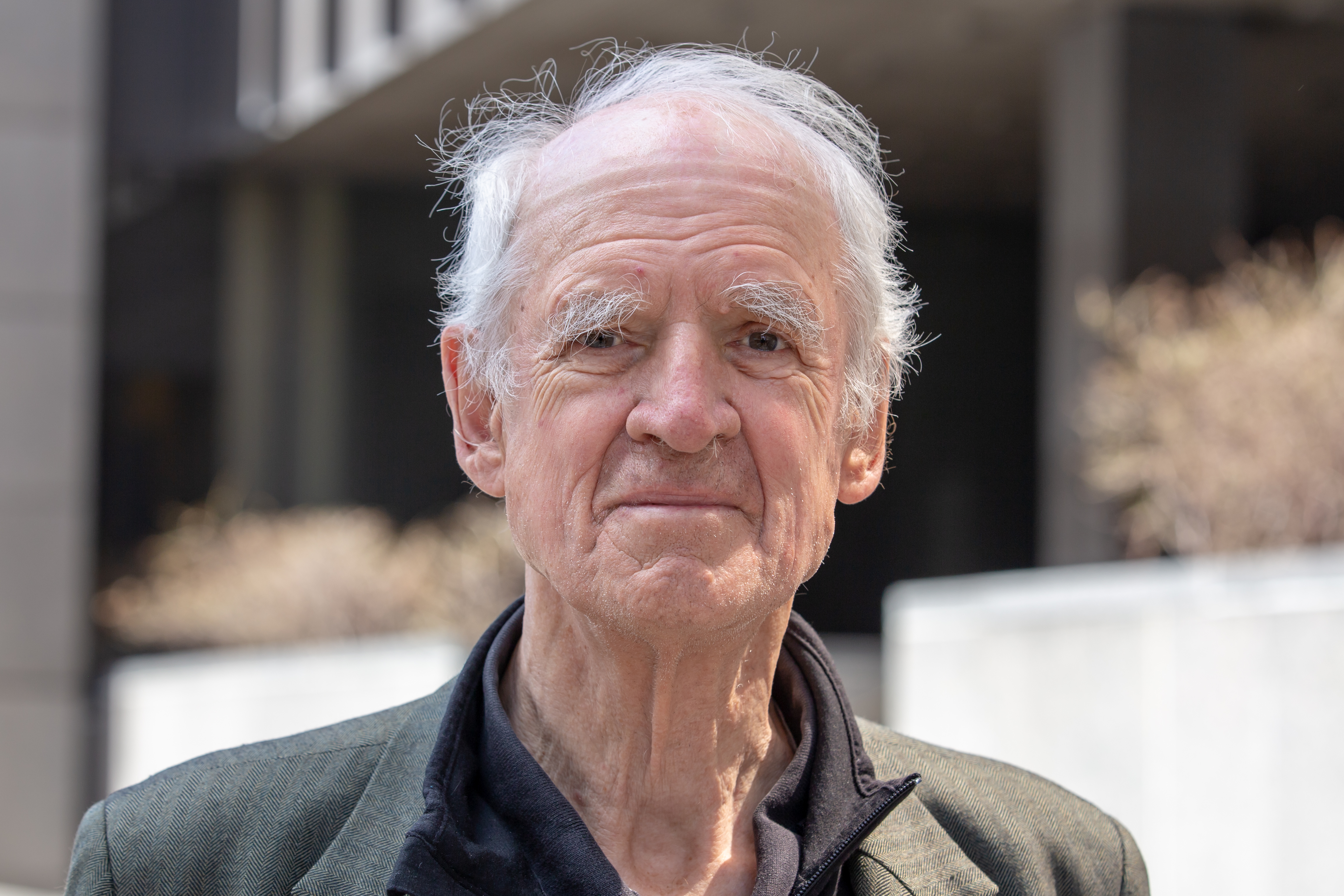
Taylor im Jahr 2019

Charles Taylor, CC, FRSC (* 5. November 1931 in Montreal) ist ein kanadischer Politikwissenschaftler und Philosoph. Er ist emeritierter Professor für Philosophie an der McGill University in Montreal und Permanent Fellow am IWM – Institut für die Wissenschaften vom Menschen in Wien. Er wird dem Kommunitarismus zugerechnet.
Themen von Taylors umfangreicher und vielfältiger Forschung sind insbesondere Moralphilosophie, Sprachphilosophie, politische Philosophie, das Konzept der multikulturellen Gesellschaft und zuletzt auch Religionsphilosophie.
Er bezeichnete sich jedoch selbst früh als „Monomaniac“ und sieht sich auch heute noch so, also als im Kern von einer einzigen Idee angetriebener Denker mit dem Ziel, eine überzeugende philosophische Anthropologie zu entwickeln. In seinem Hauptwerk Quellen des Selbst versucht Taylor die für das Selbst- und Weltverständnis konstitutiven moralischen Quellen der Neuzeit zu rekonstruieren, deren Leugnung er für die Fehlentwicklungen der Moderne verantwortlich macht und die deshalb zurückgewonnen werden müssten.

## Leben

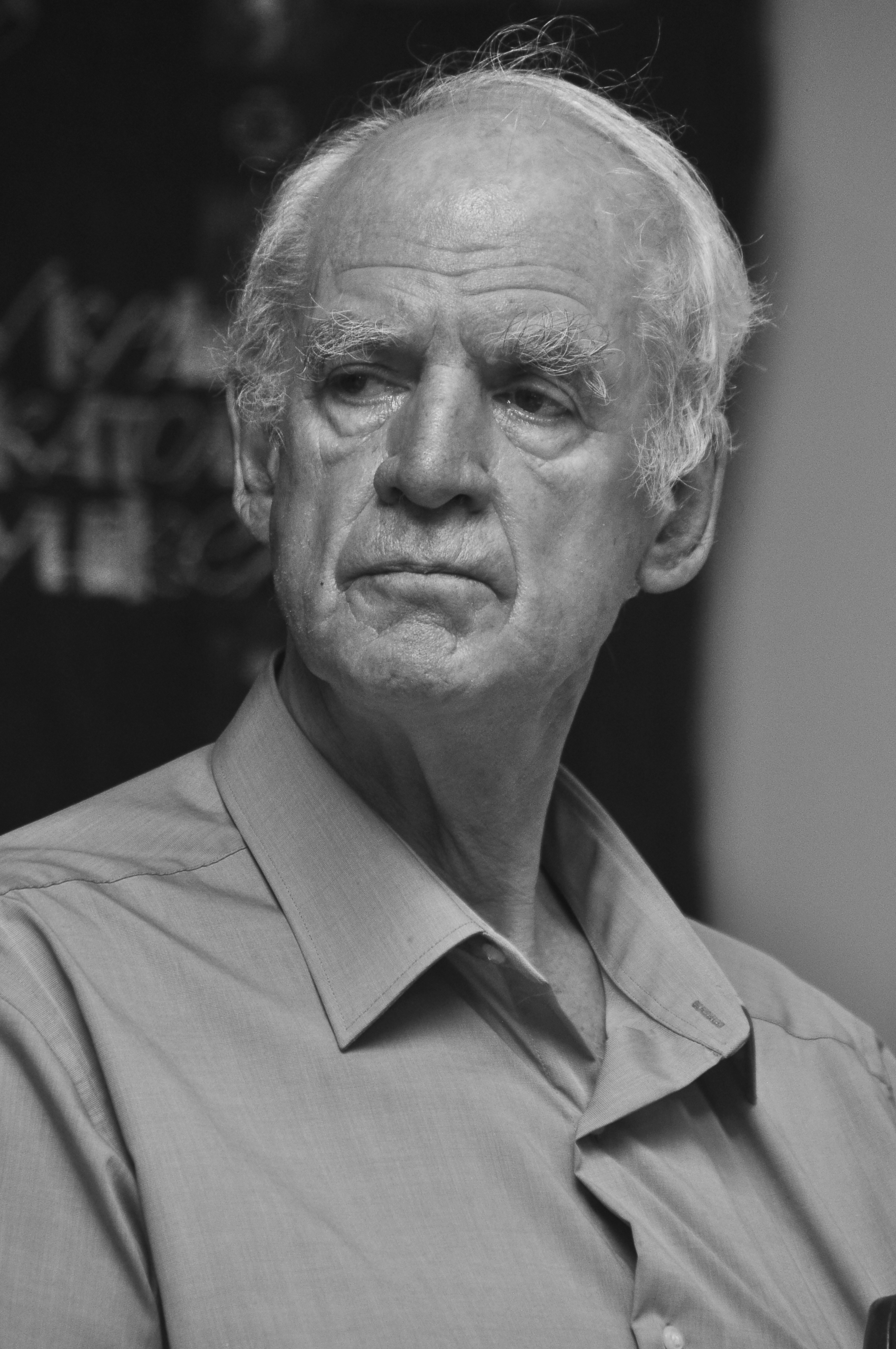
Charles Taylor

Taylor wurde als jüngstes Kind von drei Kindern der Eltern Walter Margrave Taylor und Simone Beaubien geboren. Er hatte eine katholische Erziehung und wuchs zweisprachig auf: Sein Vater sprach Englisch und seine Mutter Französisch. Taylor besuchte die private Selwyn House School in Montreal und die Trinity College School in Port Hope (Ontario). Anschließend studierte er zunächst Geschichte an der McGill University in Montreal und seit 1952 Philosophie an der University of Oxford. Dort erhielt er 1955 seinen Abschluss als Bachelor of Arts in Politik, Philosophie und Wirtschaft. Er war ein Schüler von Isaiah Berlin. Von 1956 bis 1961 war Taylor ein Fellow am All Souls College. Mit seiner aus dem Jahr 1961 stammenden und im Jahre 1964 veröffentlichten Dissertation zum Thema The Explanation of Behaviour legte er eine scharfe Kritik des psychologischen Behaviorismus vor. Taylor argumentiert, dass eine bloße Rückführung menschlichen Verhaltens und Handelns auf das sogenannte Stimulus-Response-Modell unzureichend sei, weil auch Intentionen sowie subjektives Verstehen und Erleben berücksichtigt werden müssten.
Taylors akademischer Werdegang bewegte sich abwechselnd zwischen Montréal und Oxford. Nach seinem Studium war er zunächst als Assistenzprofessor, ab 1962 als Professor für Politikwissenschaft und Philosophie an der McGill University und der Université de Montréal tätig. Von 1976 bis 1981 lehrte er Soziale und Politische Theorie an der Universität Oxford, bevor er 1982 wieder nach Montreal zurückkehrte. An der dortigen McGill-Universität war er bis zu seiner Emeritierung tätig. 2002 wurde Taylor zum Professor für Recht und Philosophie an der Northwestern University in Evanston (Illinois) ernannt. Daneben nahm er immer wieder Gastprofessuren an, unter anderem an den Universitäten von Kingston, Princeton, Berkeley, Delhi, Tübingen, an der Johann-Wolfgang-Goethe-Universität Frankfurt am Main und der Hebrew University in Jerusalem. Im Herbst 2005 forschte er am Berliner Wissenschaftskolleg über die Wiederkehr der Religion im säkularen Zeitalter. 2012 hatte er die Schiller-Professur an der Friedrich-Schiller-Universität Jena inne. Als Senior Fellow am Potsdamer Institute for Advanced Sustainability Studies forschte und lehrte Taylor zur Stärkung demokratischer Strukturen angesichts Postfaktizität und dezentralem Wertewandel.
Taylor trat mehrere Male als Kandidat der sozialdemokratischen New Democratic Party in Mount Royal bei Wahlen zum kanadischen Unterhaus an. 1965 unterlag er dabei dem späteren Premierminister Pierre Trudeau. 2007 wurde er vom Premier von Québec, Jean Charest, mit der Co-Leitung einer „Commission de consultation sur les pratiques d’accomodements reliées aux différences culturelles“ (Deutsche Übersetzung: Beratungskommission zu Unterkunftspraktiken im Zusammenhang mit kulturellen Unterschieden) beauftragt, die das soziale Umfeld religiöser und kultureller Minderheiten in der Provinz Québec erforschen sollte.
Charles Taylor wurde 1979 zum Mitglied (Fellow) der British Academy gewählt. Seit 1986 ist er Mitglied der American Academy of Arts and Sciences.

## Themengebiete

### Überblick
Taylor lieferte im Laufe von fast sechs Jahrzehnten durch seine Lehrtätigkeit wie durch zahlreiche Bücher und Essays bedeutende Beiträge zur politischen Philosophie, zur Philosophie der Sozialwissenschaften wie zur Geschichte der Philosophie. Sein einflussreiches Werk ist in der Breite der Themengebiete kaum zu überblicken, wurde jedoch unlängst ganz im Sinne von Taylors Konzept der moralischen Landkarte neu vermessen. Themen seiner Forschung sind dabei vor allem die Moralphilosophie, die Frage nach der Identität von Individuen und Gemeinschaften und das Konzept der multikulturellen Gesellschaft. Taylors Grundfrage des politischen Denkens lautet dabei stets: „Wie wollen wir leben?“

### Einzelne Werke
In seiner Dissertation The Explanation of Behavior kritisiert er die neopositivistische Erklärungsweise des Behaviorismus, in der das Handeln des Menschen auf das beobachtbare Verhalten reduziert werde. Dem stellt er ein intentionales Modell menschlichen Handelns gegenüber, das er der Phänomenologie von Husserl und Merleau-Ponty entnimmt.
Taylors als Philosophical Papers veröffentlichte Studien aus den Jahren 1971 bis 1981 decken ein breites Spektrum von Sozialphilosophie, Politischer Philosophie, Philosophischer Anthropologie und Ethik ab.
Seine umfassende, 1975 erschienene Hegel-Monografie stieß vor allem in den angelsächsischen Ländern auf große Resonanz und löste dort eine neue Rezeption der Philosophie Hegels aus. Taylor hält zwar den Systemgedanken Hegels für gescheitert, jedoch glaubt er, dass in Hegels Werk der Grundkonflikt der Moderne, der Gegensatz zwischen Naturwissenschaft und Subjekt, ausgedrückt werde.
In seinem 1989 erschienenen Werk Sources of the self (dt. Quellen des Selbst, 1994) kritisiert Taylor die Idee des autonomen Individuums als ein Missverständnis der Moderne über ihre eigenen Grundlagen. Mehrere philosophiehistorische Traditionsstränge überlagern sich, die sich vom Judentum / frühen Christentum / christlichen Mittelalter (Gottesebenbildlichkeit, Nächstenliebe), der Antike (Vernunft und Tugendethik) und dem Humanismus/der Aufklärung (Autonomie, Menschenrechte) herleiten. Die Moderne beruhe schließlich auf dreierlei: 1. die augustinisch-cartesische Innerlichkeit mit dem Streben nach Autonomie, Authentizität und Individualität, 2. die Hochschätzung des gewöhnlichen Alltagslebens, 3. der romantisch-expressive Wunsch nach Selbstverwirklichung und Selbstausdruck. Nicht eine neutrale Vernunft, vielmehr eine ethische Idee stehe am Anfang der Moderne. Menschen verorten sich als „starkes Selbst“ inmitten einer „moralischen Landkarte“, einem Sinnhorizont, der bestimmt, was als wertvoll, richtig oder erstrebenswert gilt. Taylor wendet sich kritisch gegen die Idee eines neutralen Individuums, das erst mittels seiner „desengagierten Vernunft“ die Welt zu erschließen vermöge. Das Leben des Individuums spiele sich dagegen im Sinne Hegels und Wittgensteins immer vor dem Hintergrund einer bestimmten Lebensform ab. Dabei sei ein spannungsreicher Pluralismus der Werte unvermeidlich, der sich zwischen Autonomie und Gemeinschaft, zwischen Vernunft und Gefühl, zwischen Selbstverwirklichung und Selbsttranszendenz bewege.
Von diesem Ausgangspunkt gelangte Taylor in Negative Freiheit (1988) zu einer Konzeption von Ethik, die ihn in Opposition zu kantisch geprägten Modellen brachte, nach denen individuelle Handlungsgrundlagen moralische Wertungen seien, die in der Idee des menschlichen Selbst fundiert sind. Diese Werte gälten nach Taylor aber nur für eine konkrete historische Gemeinschaft, in der sich der Einzelne immer schon bewegt. Menschliche Identität, menschliches Handeln und Erkennen sind nicht möglich ohne die intersubjektiv verbindliche Akzeptanz letzter und höchster Güter.
Unter dem Titel The Malaise of Modernity (1991, dt. Unbehagen an der Moderne, 1995) hat Taylor im kanadischen Rundfunk zehn Vorlesungen gehalten. In ihnen kritisiert er die zentrale neuzeitliche Idee von der menschlichen Freiheit und dem Selbstbestimmungsrecht des Einzelnen als ein verkürztes Menschenbild mit fatalen Konsequenzen. Es führe zu einem „Individualismus der Selbstverwirklichung“ und damit zu einem Wertrelativismus und Subjektivismus, der Belange jenseits des eigenen Ich ignoriere und es unmöglich mache, moralische Streitfragen zu beantworten.
Das Gegenmodell dazu entwirft Taylor in Wie viel Gemeinschaft braucht die Demokratie? (2001). Taylor fordert darin die Besinnung auf Werte wie Gemeinsinn und Solidarität. Den durch die Gemeinschaft garantierten Rechten müsse auf der Seite des Individuums eine Verpflichtung für die Gemeinschaft entsprechen.
Im Jahre 2007 erschien sein Werk A Secular Age (dt. Ein säkulares Zeitalter). In ihm betrachtet er den Prozess der Säkularisierung seit dem frühen 16. Jahrhundert in der nordatlantischen, vom „lateinischen“ Christentum geprägten Welt bis zum Beginn des 21. Jahrhunderts. „Warum war es im Jahre 1500 praktisch unmöglich, nicht an Gott zu glauben, während es im Jahres 2000 vielen von uns nicht nur leichtfällt, sondern geradezu unumgänglich vorkommt?“ (S. 51)
Er denkt, das Religiöse in „neuen Pfaden“ finde weiterhin statt. Mit dem Begriff ‚Säkularität‘ umschreibt Taylor dabei „eine neue Gestalt der zum Glauben veranlassenden und durch Glauben bestimmten Erfahrung“. Taylor unterteilt die Entwicklung in drei Dimensionen (Säkularität 1–3): 1) Rückzug und Abtrennung der Religion aus dem öffentlichen Raum, z. B. Politik, Wirtschaft oder Recht; 2) Schwinden subjektiver religiöser Überzeugungen, Niedergang des religiösen Glaubens sowie der Kirchenbindung; 3) Veränderung der Bedingungen des Glaubens als Priorität und Entstehen der säkularen Option (S. 13–15 u. ö.). Allerdings tauchten viele religiöse Motive in der säkularen Welt in veränderter Form wieder auf, in der Suche nach neuer, andersartiger Spiritualität (z. B. New Age, Taizé, Musikfestivals, Minimalreligion wie in der Sowjetzeit). Moderne Menschen leben zwischen widerstreitenden Erfahrungen: Sehnsucht nach Sinn und Transzendenz einerseits, Vertrauen auf wissenschaftlich-rationale Welterklärung andererseits.

### Christentum und Moderne
In seiner Vorlesung zur Annahme der Marianisten-Auszeichnung der University of Dayton vertrat der praktizierende Katholik Taylor im Jahr 1996 die Auffassung, dass in säkularisierten westlichen Gesellschaften bestimmte christliche Werte stärker verwirklicht seien als jemals in christlich dominierten Gesellschaften vor dem Zeitalter der Aufklärung. Als Beispiele nennt Taylor die Anerkennung universell gültiger Menschenrechte und weitreichende Werke der Nächstenliebe im Rahmen des Sozialstaates sowie durch internationale Hilfeleistung bei Naturkatastrophen und humanitäres Einschreiten in Bürgerkriegen.
Taylor betrachtet es als Voraussetzung einer solchen Humanität, dass eine Gesellschaft weder von einer einzigen Religion noch von einer weltlichen Ideologie dominiert wird. Für eine Gefahr hält er hingegen einen exklusiven Humanismus, der menschliches Glück und Wohlergehen als ausschließlichen und höchsten Wert begreift. Taylor sieht ein menschliches Bedürfnis nach einem Sinn, der das diesseitige menschliche Leben transzendiert. Moderne philosophische Positionen, die sowohl christliche als auch humanistische Werte in Frage stellen – etwa jene Friedrich Nietzsches –, deutet er als Ausdruck einer Unzufriedenheit mit der Bejahung menschlichen Lebens als alleiniger Grundlage eines Wertesystems.
Taylor sieht den Humanismus zudem als unzureichende Motivation für sittliches Handeln im Sinne einer Maximenethik: Wenn eine Hilfeleistung allein aus einem positiven humanistischen Menschenbild heraus begründet werde, bestehe ständig die Gefahr, dass der Empfänger den idealistischen Erwartungen des Gebers nicht gerecht werde. In diesem Fall könne die Philanthropie und soziale Arbeit des Helfers mit der Zeit in Verachtung und Hass umschlagen. Ein zynischeres Menschenbild erspare derartige Enttäuschungen, bringe aber die Gefahr mit sich, keine hinreichende Motivation für sittliches Handeln mehr aufbringen zu können. Aus dieser Perspektive verweist Taylor auf die Bedeutung des christlichen Menschenbilds, das den Menschen als Sünder begreift, ihm gleichzeitig als Bild Gottes aber dennoch unbedingten Wert und Würde zuschreibt. Gleichzeitig weist er darauf hin, dass christlicher Glaube allein kein Garant für dauerhaftes moralisches Handeln sei.

## Rezeption
„Die großen Rahmenirrtümer unserer Kultur sind Taylors Themen: In seinem 1989 erschienenen Buch Die Quellen des Selbst fragte er nach der Entstehung des modernen Individualismus. Wie konnte sich ein Selbstmissverständis von solcher Tragweite einstellen, wie es das isolierte ‚desengagierte‘ Subjekt der Moderne ist, das zur Ursache mancherlei Unbehagens an der Moderne wurde. In seinem zweiten Hauptwerk Ein säkulares Zeitalter vollzog er 2007 schließlich die Entstehung  des säkularistischen Selbstmissverständnisses liberaler Gesellschaften nach und deren Ideologie eines sogenannten ausgrenzenden Humanismus, innerhalb dessen Raum fehle für Formen religiöser Lebensführung in der Gegenwart.“

## Auszeichnungen
- 1996: Marianisten-Auszeichnung der University of Dayton
- 1997: Hegel-Preis
- 2004: Josef-Pieper-Preis
- 2007: Templeton-Preis
- 2008: Kyoto-Preis
- 2010: Bruno-Kreisky-Preis (Hauptpreis)[17] für das Buch Ein säkulares Zeitalter
- 2015: Kluge-Preis gemeinsam mit Jürgen Habermas
- 2015: Alfons-Auer-Preis[18]
- 2016: Berggruen Prize[19]
- 2019: Joseph-Ratzinger-Preis
- 2021: Herder-Medaille

## Veröffentlichungen (Auswahl)
- The explanation of behaviour. Humanities Press, New York 1965
  - Neuausgabe: The explanation of behaviour. Mit einem Vorwort von Alva Noë. Routledge Classics Edition, London 2021, ISBN 978-0-367-70521-3.
- Hegel (= Suhrkamp Taschenbuch Wissenschaft. Band 416). Suhrkamp, Frankfurt am Main 1983, ISBN 978-3-518-28016-4 (Inhaltsverzeichnis – Originaltitel: Hegel, 1975. Übersetzt von Gerhard Fehn).
- Philosophical Papers: Volume 1, Human Agency and Language. Cambridge University Press 1985.
- Philosophical Papers: Volume 2, Philosophy and the Human Sciences. Cambridge University Press 1985.
- Die Motive einer Verfahrensethik. In: Wolfgang Kuhlmann (Hrsg.): Moralität und Sittlichkeit. Das Problem Hegels und die Diskursethik. Suhrkamp Verlag, Frankfurt am Main 1986, ISBN 978-3-518-28195-6.
- Negative Freiheit? Zur Kritik des neuzeitlichen Individualismus. Übersetzt von Hermann Kocyba. Mit einem Nachwort von Axel Honneth. Suhrkamp Verlag, Frankfurt am Main 1988, ISBN 978-3-518-57900-8.
- Quellen des Selbst. Die Entstehung der neuzeitlichen Identität (= Suhrkamp Taschenbuch Wissenschaft. Band 1233). Suhrkamp, Frankfurt am Main 1996, ISBN 978-3-518-28833-7 (Inhaltsverzeichnis – Originaltitel: Sources of the Self. The Making of the Modern Identity 1989, ISBN 0-674-82426-1. Übersetzt von Joachim Schulte).
- Das Unbehagen an der Moderne. Übersetzt von Joachim Schulte. Suhrkamp, Frankfurt am Main 1995, ISBN 978-3-518-28778-1.
- Die Formen des Religiösen in der Gegenwart. Suhrkamp, Frankfurt am Main 2002, ISBN 978-3-518-29168-9.
- A Secular Age. 2007.
  - deutsch Ein säkulares Zeitalter. Suhrkamp, Frankfurt am Main 2009, ISBN 978-3-518-58534-4 (Inhaltsverzeichnis).
- Multikulturalismus und die Politik der Anerkennung. Suhrkamp, Frankfurt am Main 2009, ISBN 978-3-518-29529-8 (Originaltitel: Multiculturalism and »The Politics of Recognition«. Übersetzt von Reinhard Kaiser).
  - Auszug (gl. Titel) in: Lothar Baier u. a. Hrsg.: Anders schreibendes Amerika. Literatur aus Quebec. Das Wunderhorn, Heidelberg 2000, S. 214–223
- Laizität und Gewissensfreiheit. Suhrkamp, Frankfurt am Main 2011 (Originaltitel: Laïcité et liberté de conscience. Übersetzt von Eva Buddeberg; Robin Celikates, Mitverfasser Jocelyn Maclure).
- Das sprachbegabte Tier. Grundzüge des menschlichen Sprachvermögens. Suhrkamp, Berlin 2017, ISBN 978-3-518-58702-7 (Originaltitel: The Language Animal. The Full Shape of the Human Linguistic Capacity, Cambridge, London: Harvard University Press, 2016. Übersetzt von Joachim Schulte).
- mit Hubert L. Dreyfus: Die Wiedergewinnung des Realismus. Übersetzt von Joachim Schulte. Suhrkamp, Berlin 2016 (Retrieving Realism. Harvard University Press, 2015)
- mit Patrizia Nanz und Madeleine Beaubien Taylor: Das wird unsere Stadt. Bürger:innen erneuern die Demokratie. Übersetzung von Rita Seuß. Edition Körber, Hamburg 2022, ISBN 978-3-89684-292-3. (Originaltitel: Reconstructing Democracy. How Citizens Are Building from the Ground Up, Harvard University Press, 2020.).
- mit Craig Calhoun, Dilip Parameshwar Gaonkar: Degenerations of Democracy. Harvard University Press, Cambridge 2022, ISBN 978-0-674-23758-2.
  - deutsche Ausgabe: Zerfallserscheinungen der Demokratie. Aus dem Amerikanischen von Andreas Wirthensohn, Suhrkamp, Berlin 2024, ISBN 978-3-518-30019-0.

Artikel
- Taylor: Die Zukunft des Kapitalismus. Kapitalismus ist unser faustischer Pakt. Die Zeit, Nr. 19, 2005
- Kontinentale Philosophie. Was ohne Deutung bleibt, ist leer, Frankfurter Allgemeine Zeitung, 16. Januar 2016

Interview
- Wir denken in Blöcken, taz, 30. März 2006